# Коротяев, Александр Иванович
Алекса́ндр Ива́нович Коротя́ев (5 ноября 1924, д. Большой Бор, Онежский уезд, Архангельская губерния — 15 апреля 2011, Краснодар) — советский и российский микробиолог, доктор биологических наук, профессор, заслуженный деятель науки РСФСР, ректор Кубанского государственного мединститута.

## Биография
А. И. Коротяев родился 5 ноября 1924 года в д. Большой Бор Онежского уезда Архангельской губернии в крестьянской семье. Родители — Иван Тихонович Коротяев (1879—1941) и Серафима Егоровна Коротяева (Касьянова; 1899—1972). Участвовал в Великой Отечественной войне. В 1945 поступил на лечебный факультет Кубанского медицинского института им. Красной Армии (Краснодар). Закончив институт в 1950 году, был принят в аспирантуру (кафедра микробиологии института).
В сентябре 1953 года опубликовал вместе со своим научным руководителем, профессором Б. П. Первушиным, статью, опровергающую утверждения Г. М. Бошьяна (одного из видных деятелей лженаучной «мичуринской биологии», процветавшей в СССР после печально известной августовской сессии ВАСХНИЛ 1948 года) о «кристаллизации микробов».
В ноябре 1953 года защитил диссертацию на звание кандидата медицинских наук.
В августе 1958 года был избран заведующим кафедрой микробиологии после ухода с этого поста по болезни Б. П. Первушина (1895—1964); фактически руководил кафедрой с 1957 года, будучи и. о. завкафедры. На должности заведующего кафедрой микробиологии А. И. Коротяев работал 33 года, до 1991 года. За это время аспирантами и сотрудниками кафедры были защищены 5 докторских и 35 кандидатских диссертаций, создана научная школа молекулярной биологии и генетики микроорганизмов. Два ученика Коротяева (Е. К. Гинтер и С. Г. Дроздов) стали академиками РАМН.
В апреле 1963 года Коротяев защитил докторскую диссертацию по механизму действия левомицетина и стал доктором биологических наук. В мае 1965 года ему было присвоено учёное звание профессора.
С июля 1965 по июль 1966 года А. И. Коротяев находился в командировке на Кубе в качестве консультанта Института эпидемиологии и микробиологии Министерства здравоохранения Кубы и руководителя группы советских врачей. В течение командировки он организовал лабораторию по диагностике дифтерии, обучил кубинских врачей методам микробиологической диагностики этой болезни, опубликовал четыре научных статьи.
За активное участие в борьбе со вспышкой холеры в Краснодарском крае, случившейся летом 1970 года, был награждён орденом Трудового Красного Знамени (1971). В 1979 году ему было присвоено звание заслуженного деятеля науки РСФСР.
Коротяев был автором и соавтором 15 изобретений, он награждён нагрудным знаком «Изобретатель СССР» и золотой медалью ВДНХ. Известность получили его работы по изучению биологии и эпидемиологии R-плазмид (плазмид антибиотикорезистентности). На базе кафедры микробиологии были организованы Всесоюзное совещание по проблеме антибиотикотерапии (1965), V Всесоюзное совещание по плазмидам (1980) и VI Всероссийский съезд микробиологов, эпидемиологов и паразитологов (1985).
В 1981 назначен ректором Кубанского государственного мединститута, которым руководил в течение 4 лет.
После ухода с должности зав. кафедрой микробиологии (1991) продолжал работу в качестве профессора этой кафедры.
Был депутатом краевого совета Краснодарского края, возглавлял комиссию здравоохранения при крайисполкоме.
Является автором более 260 научных публикаций. В их числе 3 монографии и учебник по медицинской микробиологии, иммунологии и вирусологии для студентов медвузов, выдержавший ряд переизданий.
Почётный член Всесоюзного микробиологического общества, председатель его Краснодарского отделения и председатель Краснодарского отделения Всесоюзного общества микробиологов, эпидемиологов и паразитологов.
Сын А. И. Коротяева, Борис Александрович Коротяев (р. 1951) — также учёный-биолог, доктор биологических наук, энтомолог. Брат А. И. Коротяева, Борис Иванович Коротяев (14 апреля 1929 — 23 июня 2019) — доктор педагогических наук, профессор Славянского педагогического института.

## Основные труды
- Коротяев А. И., Ханин М. Л. Микробиологическая диагностика холеры : (Метод. пособие). — Краснодар : Кн. изд-во, 1972. — 68 с. — 1000 экз.
- Коротяев А. И. Механизмы саморегуляции бактериальной клетки. — М.: Медицина, 1973. — 272 с. : ил. — 3000 экз.
- Коротяев А. И. Основы молекулярной биологии : (Пособие для студентов мед. ин-та) — Краснодар : [Кубан. мед. ин-т], 1974. — 160 с. : ил. — 3000 экз.
- Коротяев А. И., Малышева Т. В. Биология R-плазмид // Успехи современной биологии. — 1982. — Т. 93, вып. 2. — С. 196—211.
- Коротяев А. И., Малышева Т. В., Лищенко Н. Н. Иммунитет и генетический гомеостаз : Учеб. пособие для студентов мед. ин-тов. — Краснодар : Куб. гос. мед. ин-т, 1982. — 128 с. : ил. — 1500 экз.
- Коротяев А. И., Лищенко Н. Н. Молекулярная биология и медицина : монография. — М. : Медицина, 1987. — 286 с., ил.
- Коротяев А. И., Бабичев С. А. Медицинская микробиология, иммунология и вирусология : учеб. для мед. вузов.
  - СПб. : СпецЛит, 1998. — 580 с.: ил. — ISBN 5-86457-102-4
  - 2-е изд., испр. — СПб. : СпецЛит, 2000. — 580 с.: ил. — ISBN 5-263-00155-X 
  - 3-е изд., испр. и доп. — СПб. : СпецЛит, 2002. — 580 с.: ил. — ISBN 5-299-00224-6
  - 4-е изд., испр. и доп. — СПб. : СпецЛит, 2008. — 780 с.: ил. — 3000 экз. — ISBN 978-5-299-00369-7
  - 5-е изд., испр. и доп. — СПб. : СпецЛит, 2012. — 759 с.: ил. — 2000 экз. — ISBN 978-5-299-00425-0
- Коротяев А. И., Бабичев С. А. Роль генетической и умственной систем информации в возникновении и развитии жизни на Земле. — Нальчик : Эльбрус, 2009. — 1000 экз. — ISBN 978-5-7680-2225-9